# دافيد باتيستا
دافيد باتيستا (13 أبريل 1989 بساو باولو في البرازيل - ) هو لاعب كرة قدم برازيلي في مركز الهجوم لعب سابقاً في نادي المجزل. لعب مع باوليستا ونادي جل فيسنتي ونادي إسبولي الرياضي ‏ ونادي سامبايو كوريا وUbiratan Esporte Clube ‏ وكومرسيال ‏ وIvinhema Futebol Clube ‏ وCaxias Futebol Clube ‏.

## روابط خارجية
- دافيد باتيستا على موقع قاعدة بيانات كرة القدم.إي يو (الإنجليزية)
- دافيد باتيستا على موقع Soccerway.com (الإنجليزية)